# Linh lăng duyên hải
Linh lăng duyên hải (danh pháp hai phần: Medicago littoralis) là một loài thực vật trong chi Medicago. Nó được tìm thấy chủ yếu trong khu vực bồn địa Địa Trung Hải. Nó tạo thành quan hệ cộng sinh với vi khuẩn Sinorhizobium meliloti, loài có khả năng cố định đạm.

## Thư viện

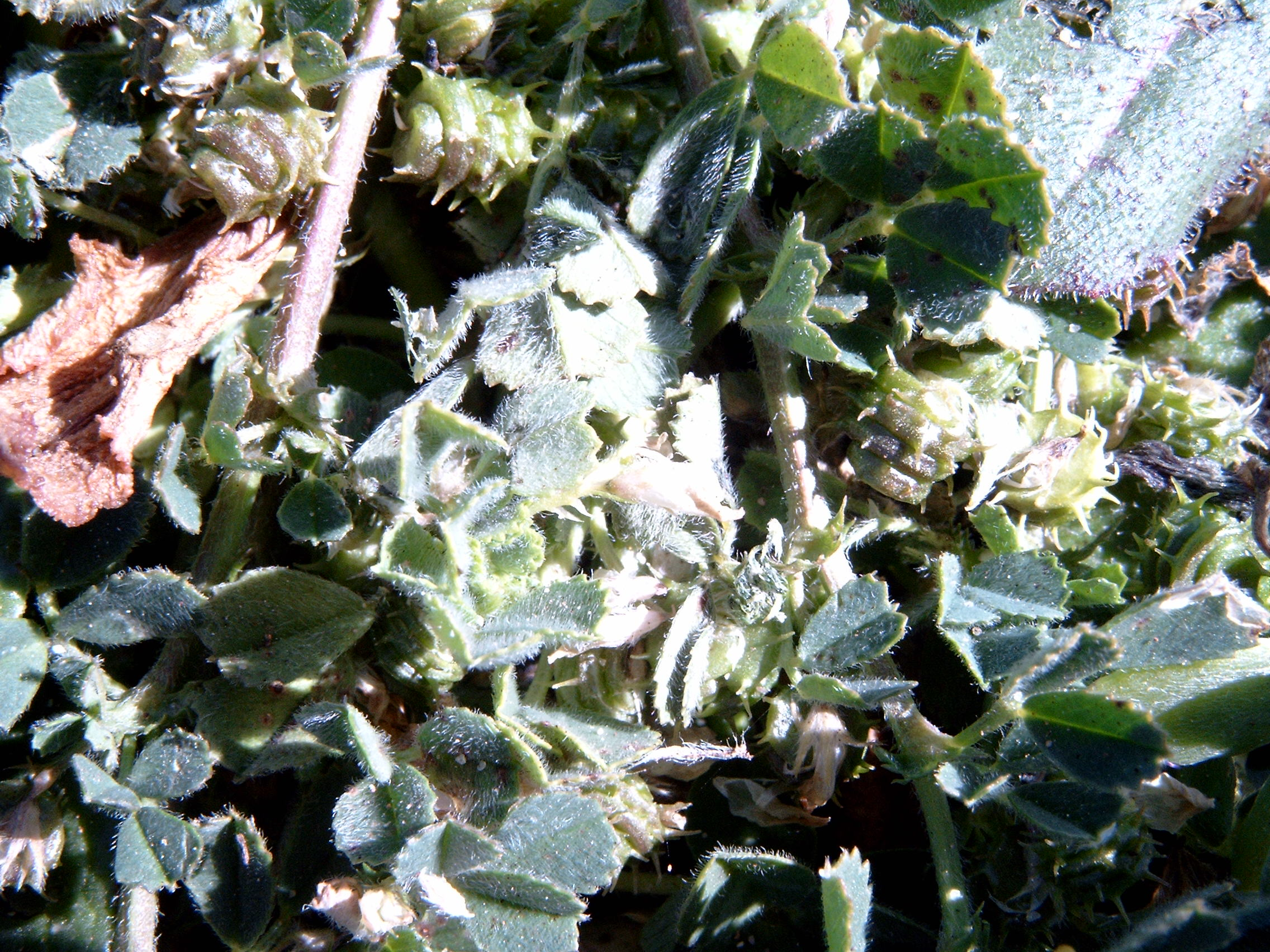
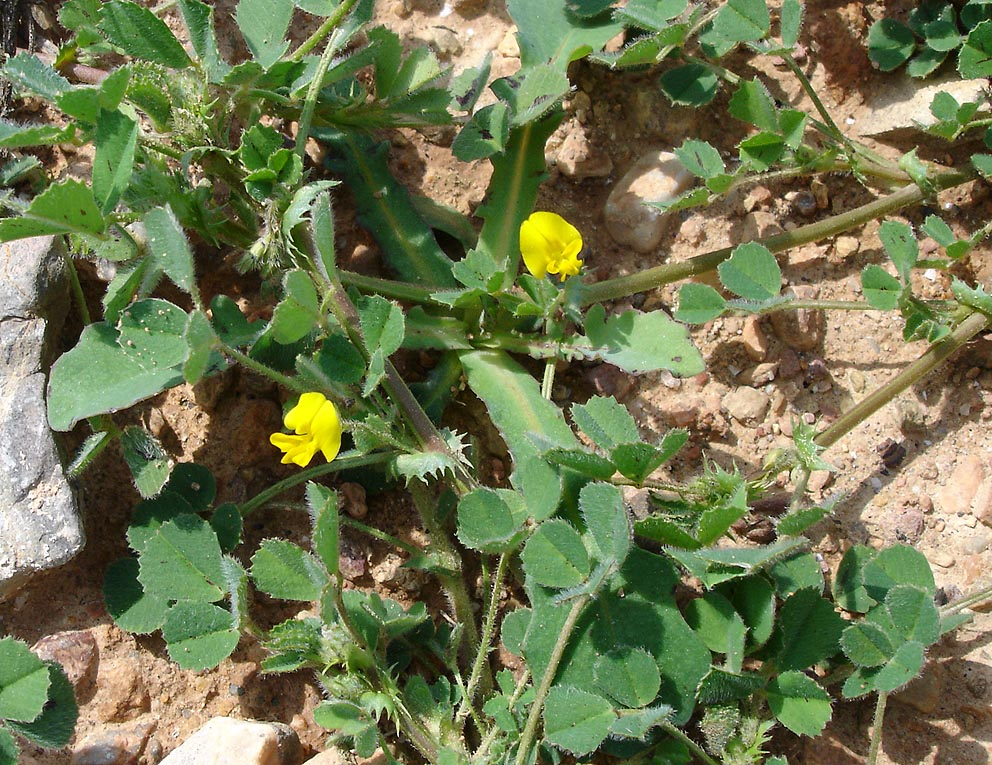
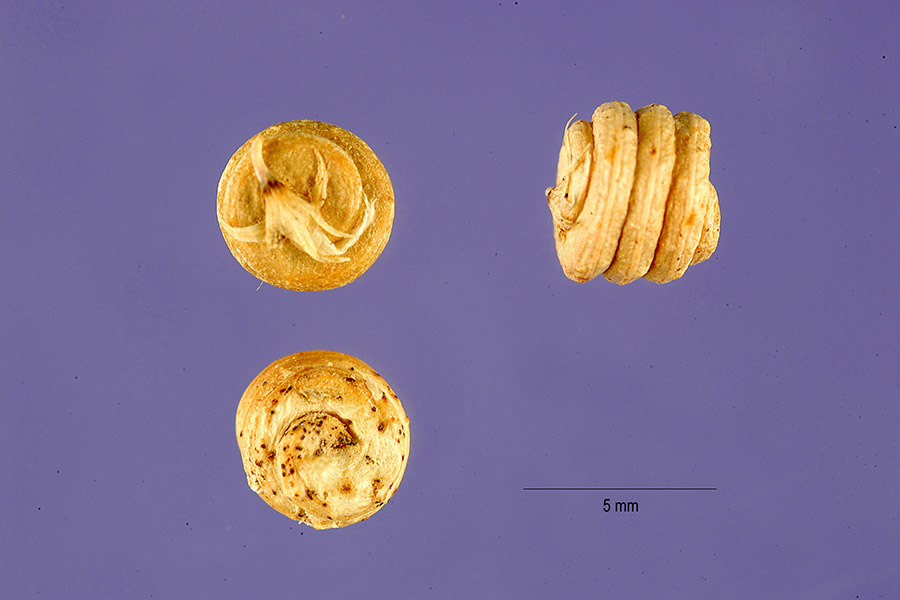
Quả đậu